# Азербайджано-оманские отношения
Азербайджано-оманские отношения — двусторонние отношения между Азербайджаном и Оманом в  политической, экономической и иных сферах.

## Дипломатические отношения
Оман признал независимость Азербайджана 30 декабря 1991 года. Двусторонние отношения установлены 13 июля 1992 года.
Посольство Омана в Турции является одновременно посольством Омана в Азербайджане.
Посольство Азербайджана в Саудовской Аравии является одновременно посольством Азербайджана в Омане. Посольство начало деятельность 30 октября 2009 года.
Обе страны являются членами Организации исламского сотрудничества, Движения неприсоединения.
15 апреля 2024 года в рамках визита министра иностранных дел Азербайджана Джейхуна Байрамова в Узбекистан состоялась встреча с министром иностранных дел Омана Бадром бин Хамадом аль-Бусаиди.
Между сторонами подписано 2 документа.

## В области экономики
Товарооборот (тыс. долл. США)
| Годы | Экспорт Азербайджана | Импорт Азербайджана | Товарооборот |
| ---- | -------------------- | ------------------- | ------------ |
| 2020 | 2 282,01             | 493,94              | 2 775,95     |
| 2021 | 503,06               | 259,76              | 762,82       |
| 2022 | 1 042,40             | 478,35              | 1 520,75     |
| 2023 | 800,58               | 326,44              | 1 127,02     |

Экспорт Азербайджана: инден, политерпены.
Экспорт Омана: тунец, кварцит, трубы для гражданской авиации, мрамор, травертин, строительный камень из алебастра, бурильные машины, лекарственные средства.

## В сфере туризма
В июне 2022 года открыто авиасообщение между Маскатом и Баку.